# ACE High

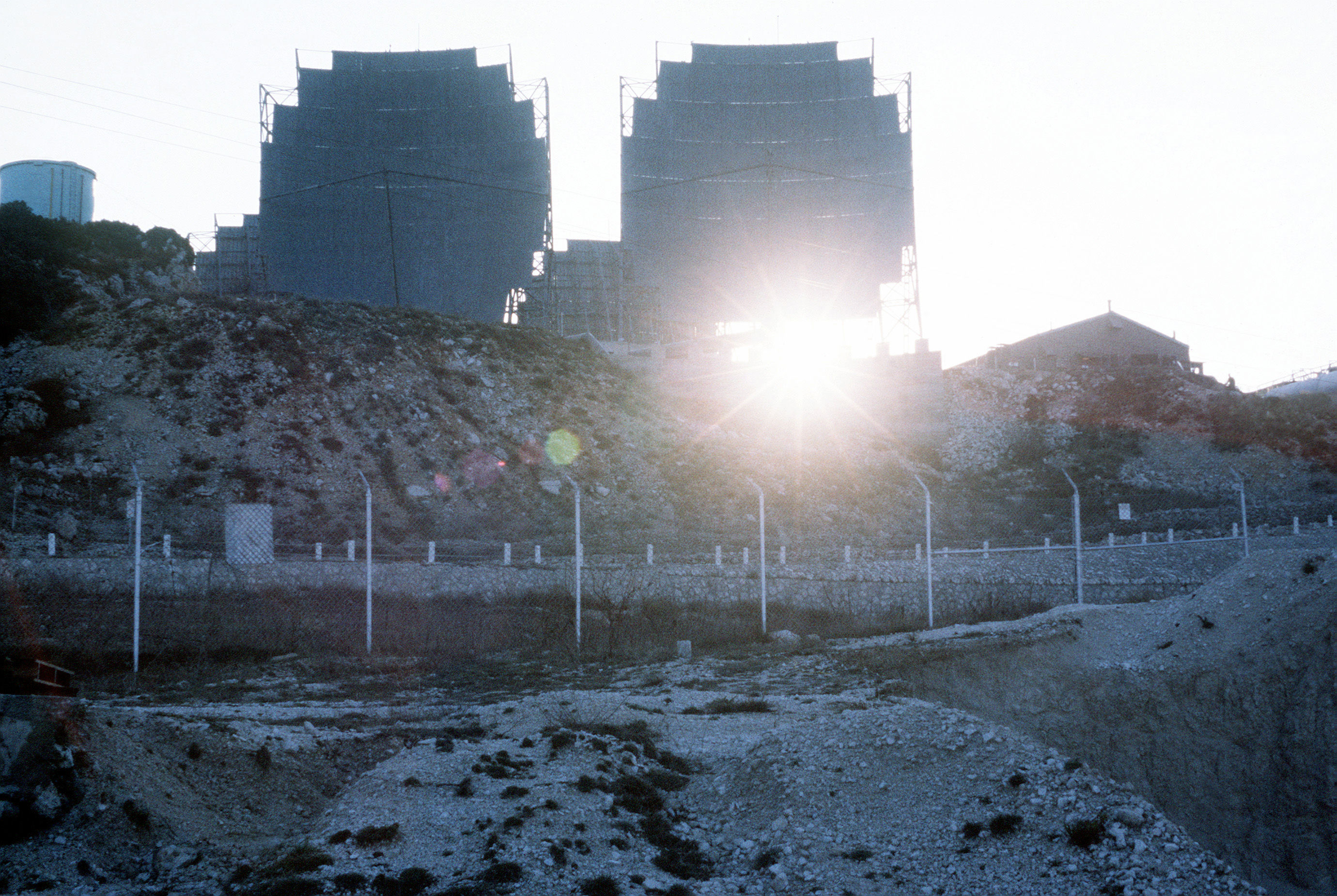
Une antenne « tropo » sur un site ACE High sur l'île de Leucade.

ACE High est l'abréviation pour Allied Command Europe High, un système de communication troposphérique bâti par l'OTAN à partir de 1956 et abandonné à la fin des années 1980. Les fréquences qu'il employait furent alors attribuées à des entreprises de radiotéléphonie.
Il existait 82 stations, situées dans 9 pays différents.